# Силицид трибора
Силицид трибора — неорганическое соединение бора и кремния с формулой B3Si, чёрные кристаллы, не растворяется в воде.

## Получение
- Действие бора и кремния при нагревании:

{\displaystyle {\mathsf {3B+Si\ {\xrightarrow {1270^{o}C}}\ B_{3}Si}}}

## Физические свойства
Силицид трибора образует чёрные кристаллы тригональной сингонии, пространственная группа R 3m, параметры ячейки a = 0,6139 нм, c = 1,2713 нм.
Соединение образуется по перитектоидной реакции при температуре 1270 °С и имеет большую область гомогенности, вплоть до состава Si11B31.
Не растворяется в воде.

## Применение
- Применяется в качестве термостойких и огнеупорных материалов.